# Erika Lust (Malerin)

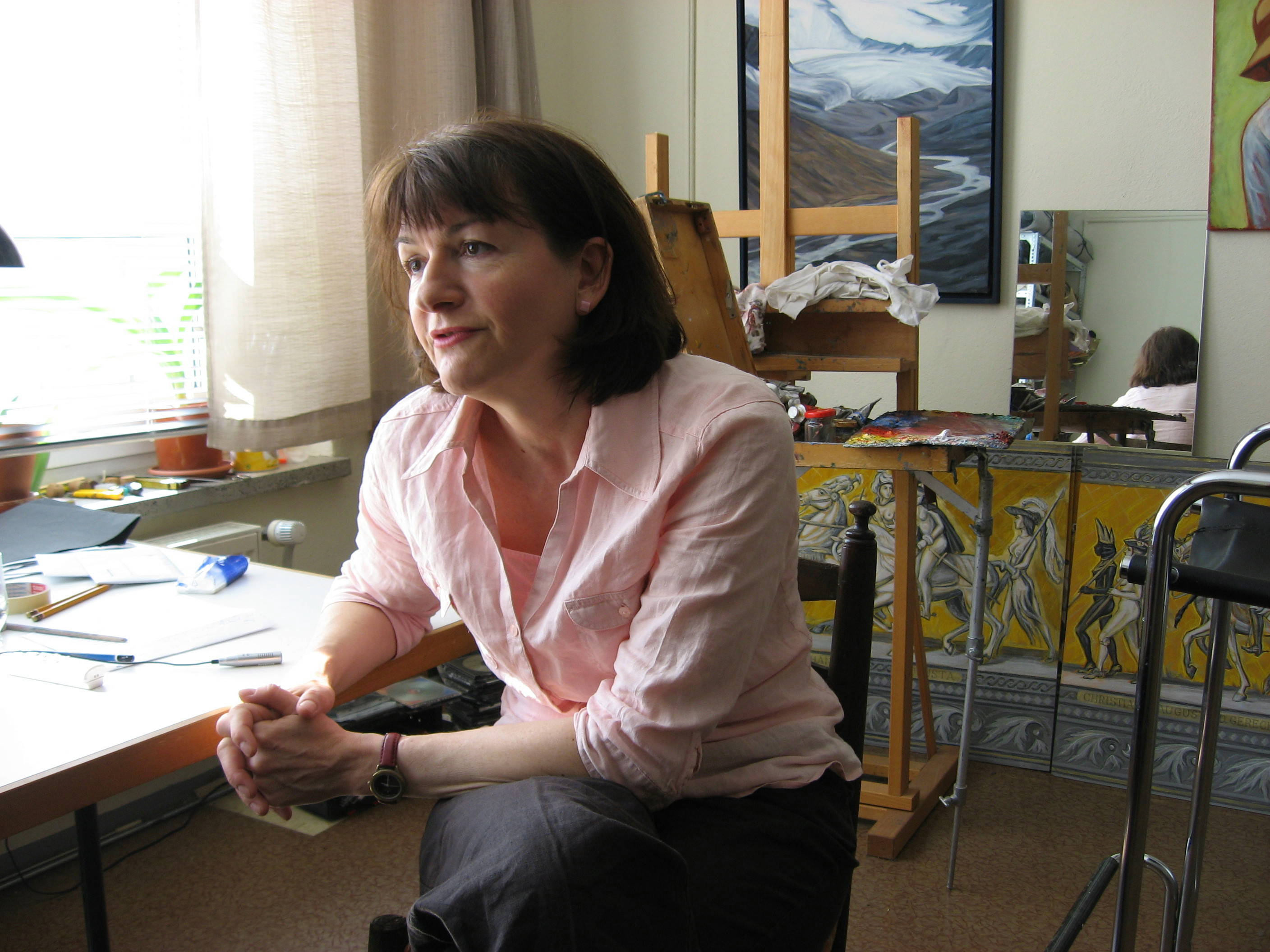
Erika Lust (April 2010)

Erika Lust (* 1961 in Leninski, Kasachische SSR, Sowjetunion) ist eine deutsche Bühnenbildnerin und Malerin. 

## Leben
Erika Lust wuchs in der Sowjetunion auf und emigrierte 1989 nach Deutschland. Von 1977 bis 1981 absolvierte sie ein Studium an der Kunstfachschule Pensa, welches sie mit Diplom und Auszeichnung abschloss. Im Anschluss war sie bis zur Aussiedelung Theatermalerin und Bühnenbildnerin am deutschsprachigen Theater in Alma-Ata, welches 1980 gegründet worden war. Von 1990 bis 1995 absolvierte sie ein weiteres Studium an der Hochschule für bildende Künste in Dresden, danach war sie bis 1998 Bühnenbildassistenz am Stadttheater Leipzig und am Hans Otto Theater Potsdam.
Erika Lust ist Mitglied des Künstlerbundes Dresden.

## Werke
Mit dem Rechtsstreit über das Tempera-Pastell-Bild „Frau Orosz wirbt für das Welterbe“ wurde Erika Lust 2009 überregional bekannt. Das Gemälde ist ein Frauenakt und zeigte die damalige Dresdner Oberbürgermeisterin Helma Orosz. In der Szene posiert sie unbeholfen auf einem Weg vor einer Brückenauffahrt. Sie ist nackt in roten Strapsen. Ihren Hals schmückt die Amtskette. In den ausgebreiteten Armen hält sie ein pinkfarbenes Tuch.
Das Bild entstand im Frühsommer 2009 als Reaktion auf die im selben Jahr bevorstehende Aberkennung des Welterbetitels für das Dresdner Elbtal durch die UNESCO. Die im Hintergrund angedeutete Brücke ist die Waldschlößchenbrücke. Die Darstellungsform der Nacktheit bezeichnete die Künstlerin als Sinnbild für den Auftritt der Oberbürgermeisterin, die vor dem Welterbekomitee während dessen entscheidender Sitzung im Juni 2009 in Sevilla keine überzeugenden Argumente vorgewiesen habe.
Das Bild war zunächst im Internet in der Ausstellungsankündigung des Künstlerbundes Dresden im Rahmen eines Tags des offenen Ateliers öffentlich zu sehen. Nach einem Bericht der Bild-Zeitung entfernte der Künstlerbund aus Sorge um öffentliche Fördergelder die Abbildung und erklärte: „Der Künstlerbund Dresden e. V. lehnt in dieser Situation jeglichen Beifall von Brückengegnern ab.“ Orosz sah in der Darstellung ihre Persönlichkeitsrechte verletzt und zog vor Gericht. Die parteilose Dresdner Stadträtin Ulrike Hinz (Fraktion Bündnis 90/Die Grünen) fühlte sich an die Zensur in der DDR erinnert und sagte: „...in diesem ungeheuerlichen Vorgang kehrt das alte System aus Zensur und Repression durch die Hintertür zurück.“
In einem Eilverfahren entschied das Landgericht Dresden am 3. Dezember 2009, dass vor allem die Darstellung der Geschlechtsteile ein unzulässiger Eingriff in die Intimsphäre der Oberbürgermeisterin sei. Lust wurde unter Androhung eines Ordnungsgeldes in Höhe von 250.000 Euro untersagt, das Bild künftig im Original oder als Reproduktion öffentlich zu machen. Nachdem die Künstlerin Berufung eingelegt hatte, wurde das Urteil am 16. April 2010 durch das Oberlandesgericht Dresden aufgehoben, Lusts Bild darf seither wieder uneingeschränkt gezeigt werden. Das Persönlichkeitsrecht der Klägerin habe hinter die Meinungs- und Kunstfreiheit der Beklagten zurückzutreten.
Auch in weiteren Werken befasst sich Lust mehrfach mit der Thematik des Dresdner Brückenstreits.